# Solemya borealis
Solemya borealis är en musselart som beskrevs av Henry Roland Totten 1834. Solemya borealis ingår i släktet Solemya och familjen Solemyidae. Inga underarter finns listade i Catalogue of Life.